# Paradiestrammena sarawakana
Paradiestrammena sarawakana is een rechtvleugelig insect uit de familie grottensprinkhanen (Rhaphidophoridae). De wetenschappelijke naam van deze soort is voor het eerst geldig gepubliceerd in 1940 door Lucien Chopard.